# Szabó Gábor (biológus)
Szabó Gábor (Sárospatak, 1927. január 2. – Debrecen, 1996. december 14.) magyar orvos-biológus, egyetemi tanár, a Magyar Tudományos Akadémia tagja (levelező: 1973, rendes: 1982). Az orvostudományok kandidátusa (1956), az orvostudományok doktora (1971).

## Életpályája
Szabó Gyula körorvos és Schwartz Frida fia. 1944-ben érettségizett a sárospataki református kollégium angol tagozatán. A háború alatt őt és családját deportálták. Szülei és bátyja a holokauszt áldozatai lettek. Ő tizenhárom hónapot töltött koncentrációs táborokban, majd hazatért és beiratkozott a Debreceni Orvostudományi Egyetemre, melynek 1945 és 1951 között hallgatója volt. 1948–1951 között a Debreceni Orvostudományi Egyetem Gyógyszertani Intézetének demonstrátora volt. 1951-től foglalkozott mikrobiális genetikával. 1951–1956 között a DOTE Gyógyszertani Intézetének aspiránsaként dolgozott az antibiotikum-osztályon. 1956-ban Moszkvában volt tanulmányúton. 
1956–1963 között a DOTE Biológiai Tanszék, illetve Intézet egyetemi docense volt. 1959-ben Cambridge-ben vendégkutató volt. 1963–1993 között a Biológiai Intézet igazgatójaként dolgozott. 1963–1996 között egyetemi tanár volt. 1963–1966 között a DOTE oktatási rektorhelyetteseként dolgozott. 1964-ben a Humángenetikai Intézetben tanult Koppenhágában. 1971–1972 között New York-ban, Rockefeller Egyetemen volt vendégkutató. 1973–1979 között a DOTE rektora volt. 1987–1991 között a WHO főigazgatóságának tudományos tanácsadójaként tevékenykedett. 1990–1993 között a Debreceni Akadémiai Bizottság elnöke volt. 1990-től az Academia Europaea tagja volt.
Megszervezte az általános és az orvosi genetika, orvosi biológia oktatását. A Magyar Genetikusok Egyesület alapítója és elnöke volt. A Magyar Humángenetikai Társaság tiszteletbeli elnöke volt. A Magyar Tudományos Akadémia Genetikai Bizottságának tagja volt. Az Acta Biologica szerkesztőbizottságának tagja volt. Kutatási területe az antibiotikumoknak (sztreptomicin) az őket termelő mikroorganizmusok életében betöltött szerepe, a mutáció, az egyedfejlődés, a magasabbrendű szervezetek külső DNS-sel való genetikai transzformációja. 150 közlemény szerzője, egyetemi orvosi biológiai tankönyv (1970) és számos genetikai, biológiai egyetemi jegyzet társszerzője.

## Magánélete
1951-ben házasságot kötött Séra Ibolyával. Két fiuk született: Gábor (1953) és Sándor (1957).

## Művei
- Új módszer a mikroorganizmusok által termelt hatóanyagok biológiai kutatására. Kísérletes Orvostudomány (1953)
- Streptomyces griseus streptomycin iránti resistentiája és antibiotikum termelése (Debrecen, 1955)
- Studies on the Resistence to Streptomycin of Streptomyces griseus. Acta Biologica; Group-wise Growth of Streptomyces in a Medium Containing Streptomycin. Archiv für Mikrobiologie (1957)
- Az antibiotikumok szerepe a természetben (Orvostovábbképzés, 1964)
- A New Component from the Cell Wall of Streptomyces griseus. Acta Microbiologica; A differenciálódás tanulmányozása mikroorganizmusokon. MTA Biológiai Tudományok Osztálya Közleményei (1967)
- Change of Resistence to Lysozime and Ultrasonic Disintegration of the Mycelium of Streptomyces griseus under the Influence of Chelating Agents and Polyvalent Cations. Canadian Journal of Microbiology (1967)
- Differenciálódás celluláris szinten. In: A genetika biokémiai problémái (Budapest, 1969)
- Orvosi biológia (Budapest, 1970)
- Streptomyces griseus differenciálódását befolyásoló anyag izolálása és hatásmódjának tanulmányozása (Debrecen, 1970)
- Az antibiotikumok biológiai szerepe. In: Antibiotikumok és vírusok biológiája (Budapest, 1978)
- Autoregulators of Secondary Metabolite-ProducingStreptomyces. In: Microbial Physiology and Manufacturing Industry (Budapest, 1988)
- Összes műveinek jegyzéke a Magyar Tudományos Művek Tárában: https://m2.mtmt.hu/gui2/?type=authors&mode=browse&sel=10079417

## Díjai
- Munka érdemrend arany fokozata (1965, 1976)
- Pro Universitate-emlékérem (1976)
- Weszprémi István-díj (1977)
- Kiváló Munkáért (1979)
- A DOTE Kiváló Dolgozója (1980)
- Apáczai Csere János-díj (1987)
- Atomki-emlékérem (1987)
- Bocskai István-díj (Debrecen megyei jogú várostól) (1993)
- Pro Scientia emlékérem (MTA Területi Bizottsága) (1996)
- Debrecen díszpolgára (1996)